# NBA 1987./88.
NBA 1987./88. je bila 42. po redu sezona sjevernoameričke profesionalne košarkaške lige.
U finalnoj seriji doigravanja prvaci Zapadne konferencije Los Angeles Lakersi su omjerom 4:0 pobijedili prvake Istočne konferencije Detroit Pistonse i obranili naslov prvaka i tako po 11. put postali prvaci lige.

## Poredak po divizijama na kraju regularnog dijela sezone
| Atlantic (Istok)       | Atlantic (Istok) | Atlantic (Istok) | Central (Istok)         | Central (Istok) | Central (Istok) | Midwest (Zapad)       | Midwest (Zapad) | Midwest (Zapad) | Pacific (Zapad)            | Pacific (Zapad) | Pacific (Zapad) |
| ---------------------- | ---------------- | ---------------- | ----------------------- | --------------- | --------------- | --------------------- | --------------- | --------------- | -------------------------- | --------------- | --------------- |
| Momčad                 | Pob              | Por              | Momčad                  | Pob             | Por             | Momčad                | Pob             | Por             | Momčad                     | Pob             | Por             |
| Boston Celtics (d)     | 57               | 25               | Detroit Pistons (d)     | 54              | 28              | Denver Nuggets (d)    | 54              | 28              | Los Angeles Lakers (d)     | 62              | 20              |
| Washington Bullets (d) | 38               | 44               | Chicago Bulls (d)       | 50              | 32              | Dallas Mavericks (d)  | 53              | 29              | Portland Trail Blazers (d) | 53              | 29              |
| New York Knicks (d)    | 38               | 44               | Atlanta Hawks (d)       | 50              | 32              | Utah Jazz (d)         | 47              | 35              | Seattle SuperSonics (d)    | 44              | 38              |
| Philadelphia 76ers     | 36               | 46               | Milwaukee Bucks (d)     | 42              | 40              | Houston Rockets (d)   | 46              | 36              | Phoenix Suns               | 28              | 54              |
| New Jersey Nets        | 19               | 63               | Cleveland Cavaliers (d) | 42              | 40              | San Antonio Spurs (d) | 31              | 51              | Golden State Warriors      | 20              | 62              |
| *                      | *                | *                | Indiana Pacers          | 38              | 44              | Sacramento Kings      | 24              | 58              | Los Angeles Clippers       | 17              | 65              |

Napomena: (d) - ušli u doigravanje, Pob - pobjede, Por - porazi

## Doigravanje
| Istočna konferencija         | Omjer      |            |
| Prva runda                   | Prva runda | Prva runda |
| ---------------------------- | ---------- | ---------- |
| Boston (1) - New York (8)    | 3:1        |            |
| Atlanta (4) - Milwaukee (5)  | 3:2        |            |
| Chicago (3) - Cleveland (6)  | 3:2        |            |
| Detroit (2) - Washington (7) | 3:2        |            |
| Konferencijska polufinala    |            |            |
| Boston (1) - Atlanta (4)     | 4:3        |            |
| Detroit (2) - Chicago (3)    | 4:1        |            |
| Konferencijsko finale        |            |            |
| Boston (1) - Detroit (2)     | 2:4        |            |

| Zapadna konferencija              | Omjer      |            |
| Prva runda                        | Prva runda | Prva runda |
| --------------------------------- | ---------- | ---------- |
| L.A. Lakers (1) - San Antonio (8) | 3:0        |            |
| Portland (4) - Utah (5)           | 1:3        |            |
| Dallas (3) - Houston (6)          | 3:1        |            |
| Denver (2) - Seattle (7)          | 3:2        |            |
| Konferencijska polufinala         |            |            |
| L.A. Lakers (1) - Utah (5)        | 4:3        |            |
| Denver (2) - Dallas (3)           | 2:4        |            |
| Konferencijsko finale             |            |            |
| L.A. Lakers (1) - Dallas (3)      | 4:3        |            |

Napomena: u zagradi je plasman unutar konferencije

## Finalna serija
| Utakmica                      | Omjer |
| ----------------------------- | ----- |
| Detroit (I) - L.A. Lakers (Z) | 3:4   |

Napomena: (I) - pobjednik Istočne konferencije, (Z) - pobjednik Zapadne konferencije

## Nagrade za sezonu 1987./88.
| Nagrada            | Osvajač        | Momčad          |
| ------------------ | -------------- | --------------- |
| Najkorisniji igrač | Michael Jordan | Chicago Bulls   |
| Novajlija godine   | Mark Jackson   | New York Knicks |
| Trener godine      | Doug Moe       | Denver Nuggets  |